# 1988 في إيطاليا
فيما يلي قوائم الأحداث التي وقعت خلال عام 1988 في إيطاليا.

## سياسة

### انتهاء فترة المنصب
- 13 أبريل – أمنتوري فانفاني وزير الداخلية الإيطالي ‏.
- 13 أبريل – جوليانو أماتو نائب رئيس مجلس الوزراء الإيطالي [الإنجليزية]‏.
- 13 أبريل – جيوفاني جوريا رئيس وزراء إيطاليا.
- 11 يونيو – جوزيبي ساراغات عضو مجلس الشيوخ مدى الحياة.

## أفلام
من الأفلام التي صدرت هذه السنة في إيطاليا:
- 29 سبتمبر – سينما باراديزو الجديدة من إخراج جيوزبي تورنتوري.

## مواليد

### يناير
- 17 يناير – أندريا أنتونيلي متسابق دراجات نارية إيطالي.
- 21 يناير – فانيسا هيسلر
- 28 يناير – أدريانو مالوري درّاج طريق إيطالي.

### فبراير
- 10 فبراير – فرانسيسكو أتشيربي لاعب كرة قدم إيطالي.
- 11 فبراير – لورنزو ديركولي لاعب كرة سلة إيطالي.
- 16 فبراير – أندريا رانوكيا لاعب كرة قدم إيطالي.

### مارس
- 2 مارس – فيتو مانوني لاعب كرة قدم إيطالي.
- 12 مارس – بييترو بوزيلي عارض إيطالي.
- 14 مارس – لورا نيبولي لاعبة كرة قدم إيطالية.
- 21 مارس – جيسيكا باوليتا عداءة سرعة إيطالية.

### أبريل
- 6 أبريل – كريستيان تيبوني لاعب كرة قدم إيطالي.
- 17 أبريل – فرانسيسكو ميغليوري لاعب كرة قدم إيطالي.
- 22 أبريل – غراتسيا ماريا بينتو

### مايو
- 10 مايو – لورنزو برتيلي سائق رالي إيطالي.
- 14 مايو – نيكولو كانيبا متسابق دراجات نارية إيطالي.
- 22 مايو – ايلاريا ماورو لاعبة كرة قدم إيطالية.
- 23 مايو – أنغيلو أوغبونا لاعب كرة قدم إيطالي.
- 23 مايو – لورينزو دي سيلفيستري لاعب كرة قدم إيطالي.

### يونيو
- 16 يونيو – دافيد دي جينارو لاعب كرة قدم إيطالي.
- 30 يونيو – روبرتو لاكاليندولا متسابق دراجات نارية إيطالي.

### يوليو
- 9 يوليو – إيلينا ماريا بونفانتي عداءة إيطالية.

### أغسطس
- 8 أغسطس – دانيلو جاليناري لاعب كرة سلة إيطالي.
- 8 أغسطس – سالفاتوري فوتي لاعب كرة قدم إيطالي.
- 9 أغسطس – أنطونيو مارينو لاعب كرة قدم.
- 17 أغسطس – جابرييل فيرو متسابق دراجات نارية إيطالي.

### سبتمبر
- 7 سبتمبر – سيموني سانتاريلي لاعب كرة قدم إيطالي.
- 9 سبتمبر – دانيلو دامبروزيو لاعب كرة قدم إيطالي.
- 28 سبتمبر – سيموني جروتزكيج متسابق دراجات نارية إيطالي.

### أكتوبر
- 2 أكتوبر – إيفان زايتسيف
- 28 أكتوبر – فيديريكو موريتي لاعب كرة قدم إيطالي.

### نوفمبر
- 1 نوفمبر – توماسو بيانكي لاعب كرة قدم إيطالي.
- 8 نوفمبر – سيموني سانسيوني متسابق دراجات نارية إيطالي.

### ديسمبر
- 3 ديسمبر – ميشيلا كواتروسيوكتشي ممثلة إيطالية.
- 9 ديسمبر – بيترو أرادوري لاعب كرة سلة إيطالي.
- 26 ديسمبر – ماركو كانولا درّاج طريق إيطالي.

## وفيات

### يناير
- 12 يناير – بييرو تاروفي (مواليد 1906)

### فبراير
- 8 فبراير – بييترو أركاري (مواليد 1909) لاعب كرة قدم إيطالي.

### يونيو
- 11 يونيو – جوزيبي ساراغات (مواليد 1898)
- 24 يونيو – مارتا أبا (مواليد 1900) ممثلة إيطالية.

### يوليو
- 12 يوليو – إنزو ساكي (مواليد 1926) دراج إيطالي.

### أغسطس
- 14 أغسطس – اينزو فيراري (مواليد 1898)

### أكتوبر
- 31 أكتوبر – فاسكو رونشي (مواليد 1897) فيزيائي إيطالي.

### نوفمبر
- 14 نوفمبر – جياكومو جايوني (مواليد 1905) درّاج طريق إيطالي.